# Rosario Alto
Rosario Alto es un barrio ubicado en el municipio de San Germán en el estado libre asociado de Puerto Rico. En el Censo de 2010 tenía una población de 721 habitantes y una densidad poblacional de 64,13 personas por km².

## Geografía
Rosario Alto se encuentra ubicado en las coordenadas 18°9′11″N 67°1′56″O / 18.15306, -67.03222. Según la Oficina del Censo de los Estados Unidos, Rosario Alto tiene una superficie total de 11.24 km², que corresponden a tierra firme.

## Demografía
Según el censo de 2010, había 721 personas residiendo en Rosario Alto. La densidad de población era de 64,13 hab./km². De los 721 habitantes, Rosario Alto estaba compuesto por el 83.63% blancos, el 6.1% eran afroamericanos, el 8.74% eran de otras razas y el 1.53% pertenecían a dos o más razas. Del total de la población el 99.45% eran hispanos o latinos de cualquier raza.